# Fritz Jungblut
Friedrich Eduard Hellmut "Fritz" Jungblut, född 19 augusti 1907 i Wien i Österrike-Ungern, död 25 september 1976 i Linz i Österrike, var en tysk hastighetsåkare på skridskor. Han deltog i Sankt Moritz 1928. Han tävlade på 500 meter, 1 500 meter och 5 000 meter.